# Eleccions presidencials de Corea del Sud de 2025
Les eleccions presidencials de Corea del Sud de 2025 van tenir lloc el 3 de juny. Originalment previstes per al 3 de març de 2027, les eleccions es van avançar després de la destitució i destitució de Yoon Suk-yeol. La data del 3 de juny es deu a l'exigència de la Constitució de Corea del Sud per a que es celebressin eleccions dins dels 60 dies següents a una vacant presidencial permanent, que ha estat el cas des de la decisió del 4 d'abril del Tribunal Constitucional de Corea de mantenir l'impeachment i destituir Yoon del càrrec. Més tard, el govern va confirmar que la data de les eleccions es fixaria el 3 de juny independentment.

## Antecedents
Yoon Suk-yeol, del Partit del Poder Popular, va guanyar les eleccions presidencials de Corea del Sud de 2022, derrotant al candidat Lee Jae-myung, del Partit Democràtic. El tribunal Constitucional va destituir-lo desfinitivament el 4 d'abril de 2025 després que perdés una moció de censura el 14 de desembre de 2024 en haver fet un intent de Cop d'estat.

## Sistema electoral
El president de Corea del Sud és elegit mitjançant un sistema de votació pluralista a una sola volta, amb un mandat de cinc anys. Els presidents en exercici i els anteriors no poden optar a la reelecció.

## Resultats
| Eleccions presidencials de Corea del Sud de 2025 | Eleccions presidencials de Corea del Sud de 2025 | Eleccions presidencials de Corea del Sud de 2025 | Eleccions presidencials de Corea del Sud de 2025 | Eleccions presidencials de Corea del Sud de 2025 |
| Candidat                                         | Candidat                                         | Partit                                           | Vots                                             | %                                                |
| ------------------------------------------------ | ------------------------------------------------ | ------------------------------------------------ | ------------------------------------------------ | ------------------------------------------------ |
|                                                  | Lee Jae-myung                                    | Partit Demòcrata                                 | 17.287.513                                       | 49,42 / 100                                      |
|                                                  | Kim Moon-soo                                     | Partit del Poder Popular                         | 14.395.639                                       | 41,15 / 100                                      |
|                                                  | Lee Jun-seok                                     | Partit Nova Reforma                              | 2.917.523                                        | 8,34 / 100                                       |
|                                                  | Kwon Yeong-guk                                   | Partit de la Justícia                            | 344.150                                          | 0,98 / 100                                       |
|                                                  | Song Jin-ho                                      | Independent                                      | 35.791                                           | 0,1 / 100                                        |

## Conseqüències
Lee va guanyar les eleccions presidencials amb el 49,42% dels vots i va prendre possessió del càrrec el 4 de juny.